# Перикліс Какусіс
Перикліс Какусіс (грец. Περικλής Κακούσης; 1879 — ?) — грецький перетягувач канату і важкоатлет, чемпіон літніх Олімпійських ігор 1904 в Сент-Луїсі.
На Олімпійських іграх 1904 у важкій атлетиці Какусіс брав участь лише у поштовху двома руками. Піднявши вагу 111,70 кг, він посів перше місце і виборов золоту медаль. У перетягуванні канату Какусіс виступав за збірну Греції, яка вибула з турніру вже у чвертьфіналі.
1906 у Позачервогих Олімпійських іграх в Афінах Перікліс Какусіс завершив змагання з поштовху двома руками у важкій атлетиці шостим.